# لاتيميكيك
لاتيميكيك (بالإنجليزية: Latimikaik)‏ الإلهة الخالقة في أساطير شعب ميكرونيزيا Micronesia، وهو شعب يعيش في مجموعة جزر متعددة تقع في المحيط الهادي الغربي شرقي الفلبين وشمالی خط الاستواء. ولقد ظهرت هذه الإلهة مع زوجها «تبريكل Tperekl» من أمواج البحر التي تضرب الصخور.